# Hiromi Yamamoto
Hiromi Yamamoto (n. 21 aprilie 1970, Shiraoi⁠(d), Prefectura Hokkaidō, Japonia) este o sportivă ce a reprezentat Japonia, medaliată olimpică. A participat la o ediție a Jocurilor Olimpice (1994) în care a câștigat o medalie de bronz.

## Participări
Lista de mai jos prezintă principalele competiții la care a participat Hiromi Yamamoto de-a lungul carierei.
- Hurtigløp på skøyter under Vinter-OL 1994 – 5000 meter damer[*]